# Petar Tantsjev
Petar Zjelev Tantsjev (Bulgaars: Петър Желев Танчев) (Gledka, 12 juli 1920 - Sofia, 21 juli 1992), was een Bulgaars politicus.
Petar Tantsjev bezocht de middelbare school en werd in 1935 lid van de Bulgaarse Agrarische Jeugdunie. Later studeerde hij rechten aan de Universiteit van Sofia. In 1940, 1942 en in 1944 werd hij om zijn linkse activiteiten gearresteerd. In 1945 voltooide hij zijn rechtenstudie en werd hij lid van de Bulgaarse Agrarische Nationale Unie (BZNS). Van 1945 tot 1946 was hij lid van de bestuursraad van de Bulgaarse Agrarische Jeugdunie en in 1946 voorzitter. In 1945 was hij secretaris van de Democratische Jeugdunie (tot 1948).
Tantsjev werd in 1949 tot plaatsvervangend secretaris van de BZNS benoemd en in de Narodno Sobranie (Nationale Vergadering) gekozen. In 1951 werd hij in het Permanente Comité van de BZNS gekozen en van 1957 tot 1974 was hij secretaris van het Permanente Comité.
Op 17 maart 1962 werd Tantsjev tot minister van Justitie benoemd, en werd daarmee een van de drie BZNS-ministers in de Raad van Ministers. Op 12 maart 1966 werd hij een van de vicepremiers, maar verloor de portefeuille van Justitie, die naar partijgenote Svetla Daskalova. Op 9 juli 1971 nam de macht van Tantsjev toe en werd hij eerste vicepremier. In oktober 1974 werd hij eerste plaatsvervangende voorzitter van de Staatsraad (dat wil zeggen vicepresident) en tevens eerste secretaris van de BZNS (de facto voorzitter) en daarmee de machtigste man binnen die partij.
Op 10 november 1989 werd communistenleider en staatshoofd Todor Zjivkov afgezet. De BZNS, altijd de trouwe bondgenoot van de Bulgaarse Communistische Partij (BKP), wilde zich van zijn volgzame houding ontdoen en er vond een interne partijhervorming plaats. Op 2 december 1989 werd Tantsjev als eerste secretaris van de BZNS afgezet en vervangen door Angel Dimitrov. Hij verloor ook het vicevoorzitterschap van de Staatsraad.

## Voetnoten
1. ↑  Overkoepelende jeugdorganisatie onder communistische controle.